# 정종 (조선)
정종(定宗, 1357년 8월 12일(음력 7월 18일) ~ 1419년 10월 24일(음력 9월 26일), 재위: 1398년 ~ 1400년)은 고려 말기의 무신이자 조선의 제2대 국왕이다.
성은 이(李), 초명은 방과(芳果), 휘는 경(曔), 본관은 전주(全州), 자는 광원(光遠)이다. 선양(선위)한 뒤에는 아우 태종이 인문공예 상왕(仁文恭睿 上王)으로 존호(尊號)를 올렸고, 사후 조선 중후기까지 시호인 공정대왕(恭靖大王)으로 불리다가 숙종 때 정식으로 묘호와 시호를 올려 정종 공정의문장무온인순효대왕(定宗恭靖懿文莊武溫仁順孝大王)이다.

## 생애
정종은 공민왕 6년(1357) 7월 18일(음력 7월 1일)에 태조 이성계와 안천부원군(安川府院君) 한경(韓卿)의 딸, 신의왕후 한씨 사이에 둘째 아들로 태어났다. 성품이 온화하며 용맹하고 지략이 뛰어나 태조 이성계를 도와 여러 전쟁터에 참여하여 왜구를 토벌하는 등 공적을 세웠다.

### 왜구토벌
충정왕 시기부터 본격화 된 왜구의 침입은 우왕 시대의 14년간 378회(기간평균, 14년간 14일 간격)를 침입할 정도로 절정에 달하였다.
이 시기에 정종은 우왕 3년(1377, 21세) 음력 5월에 이성계를 수행하여 지리산까지 노략질하기 위해 진출한 왜구를 치는데 일조를 했으며, 기록상으로 이때부터 국왕 즉위(태조 6년, 1398)까지 약 21년 동안을 왜구토벌 등으로 전쟁터를 누볐다.
아버지 이성계를 따라 왜구를 토벌한 공로로 그는 추충여절익위공신(推忠礪節翊衛功臣)에 책록되고, 봉익대부 지밀직사사 겸 군부판서(奉翊大夫 知密直司事兼軍簿判書), 응양군상호군(鷹揚軍上護軍)을 역임하였다.

### 정치국면 전환과 친원파 축출
원이 정치 불안 등으로 쇠퇴해 가자 공민왕(恭愍王)은 몽골식 복장과 머리모양을 폐지하고 친원파(親元派)를 숙청, 기왕에 원 간섭기 제후국의 예로 개편되어 있던 고려의 관제와 칭호를 복구하는 등 일련의 반원 정책을 추진하였다. 홍건군의 침입과 내부 반란을 잘 넘긴 공민왕은 무명의 승려 신돈(辛旽)을 파격적으로 등용하였다. 이는 고려 말의 권문세가 등의 저항을 정면으로 돌파하면서 원 간섭기 내내 문제가 되었던 불법적인 토지, 노비 소유 문제, 인재등용의 과거시험, 조세문제 등을 과감히 개혁하기 위한 조치였다. 그러나 친원파가 대부분인 권문세족 등의 반발 속에 신돈 정권이 축출(공민왕 20년, 1371)되고 친정(親政)을 시작하였으나 개혁은 끝내 실패로 돌아갔다.
이렇듯이 고려 말기에는 국내적으로는 권문세족들에 의해 고려 조정이 농단, 전횡되어 피폐되었으며, 국외적으로는 장기간 왜구 침략으로 국가의 존망이 위태로운 시기였다.
정종은 우왕 12년(1386년), 고려 우왕과 최영의 계획아래 순군만호부(巡軍萬戶府)의 부만호(副萬戶)가 되어, 도만호(都萬戶) 왕안덕(王安德)과 함께 고려 조정을 농단하고, 전횡하던 친원파 이인임(李仁任) 등을 축출시키는데 일조하여 정치국면의 전환을 이루어냈으며, 결국 그의 일당은 분격한 고려 우왕과 최영이 주도하고 신진세력이 협력하여 축출되었다.

### 조선 개국
조선 태조 1년 (1392, 36세), 아버지 이성계가 조선을 건국하자 정종은 영안군(永安君)으로 책봉되었으며, 태조의 친위부대인 의흥친군위(義興親軍衛) 절제사(節制使)에 임명되었다.
조선개국 초기의 혼란한 상황은 계속되어 아래로는 왜구가 계속해서 침탈하고 있었고, 위로는 명(明)나라로부터의 압박이 계속되고 있었으며 이로 인해 영안군 이방과는 1393년에 문화현(文化縣, 황해남도 신천군), 영녕현(永寧縣, 평안남도 녕원군)의 두 현에 출군하여 왜구(倭寇)를 물리쳐 공훈을 세웠다.
태조 3년 (1395, 39세), 태조는 의흥삼군부(義興三軍府)를 개편하고 여기에 10위를 중, 좌, 우의 3군으로 나누고 각 군마다 종친, 대신들을 절제사로 임명하였는데 영안군 이방과는 중군절제사(中軍節制使, 경기좌우도 및 동북면 관할)에 임명되었다. 이로써 영안군 이방과는 병권에 관여케 되었고 요동 공격을 위한 훈련을 하게 된 것이다. 사실 이는 정도전, 남은, 성석용(成石瑢) 등이 국내의 정세를 안정시키고 명나라로부터의 압력을 물리치기 위해 요동을 정벌할 것을 청한 데에서 나온 조치였다.

### 즉위
태조 6년 (1398년), 음력 8월에 동생 정안군이 제1차 왕자의 난을 일으켜 본래 왕위에 뜻이 없었던 영안군은 왕세자가 되기를 극구 사양하였으나, 태조의 장자 진안대군(鎭安大君)은 이미 사망하였기 때문에 왕세자에 책봉되었다. 이후 1개월 뒤인 1398년 음력 9월, 태조의 양위로 경복궁 근정전에서 조선 제2대 국왕으로 등극하였다. 정종은 우왕 3년 (1377년)부터 21년 동안 전쟁터를 누빈 군인 출신이며, 일찍이 정안군(태종)이 창업 대의에 가장 열정적이었던 것을 인정하였다. 또한 직접적으로 동생 정안군(태종)이 왕위에 오를 것을 추천하는 등 왕위에 관한 관심은 없었다고 전해진다.

### 치세
- 정종 원년 (1399년)
  - 3월에는 한양에서 개성으로 천도하였고,
    - 집현전을 설치하여 경적(經籍)[3]의 강론을 담당케 하였다.

  - 5월에는 태조 때 완성된 ≪향약제생집성방(鄕藥濟生集成方)≫을 간행하였고,
  - 8월에는 분경금지법(奔競禁止法)을 제정하여 관인들이 권세가에 청탁하는 것을 방지하였고, (정·경 분리)
  - 11월에는 법전을 정비하기 위하여 ‘조례상정도감(條例詳定都監)’을 설치하였다.
(태조 때 펴낸 《경제육전》을 준수하여 치정할 것을 교시, 즉위교지(卽位敎旨)의 내용)
- 정종 2년 (1400년)
  - 2월에는 이른바 제2차 왕자의 난을 계기로 정안공을 왕세자로 책봉하고,
  - 4월에는 사병(私兵)을 혁파하여 군사권을 의흥삼군부로 집중시켰다. (1차 군·정 분리)
    - 도평의사사(都評議使司) → 의정부(議政府, 최고정무기구)로,
    - 중추원(中樞院) → 삼군부(三軍府, 군무)와 승정원(承政院, 정무:왕명출납 등)으로 분리, 개편하였다.
    - 참고로, 2차 군·정 분리(중서문하성 폐지) 개혁은 태종 원년(1401)에 시행되었다.

  - 6월에는 노비변정도감(奴婢辨正都監)을 설치하여 고려 말 억울하게 노비가 된 사람들을 양인으로 환원시켰다.

### 양위와 여생
정종은 왕자의 난을 이유로 수도를 한성에서 개경으로 옮겼으나 다음 해인 정종 2년(1400년) 제2차 왕자의 난이 일어나자 동생 정안공을 왕세자로 책봉하고 9개월 뒤인 음력 11월 13일에 왕세자에게 왕위를 물려주고, 상왕(上王)으로 물러났다. 맏형으로서 남아있는 형제들간의 반목을 일소하고 정치를 안정시키기 위한 선택이었으며, 재위중에는 형제간의 친목에 많은 관심을 기울였다. 재위중에, 삼성(三省)이 회안대군을 탄핵하기 위해 논의하려 할때, 동모제(同母弟, 친동생)의 형친(兄親)의 정으로서 논의를 미연에 차단 금지시켰다. 이후 상왕으로 물러난 정종은 인덕궁(仁德宮)에서 거주하면서 사냥과 격구, 연회, 온천여행 등으로 세월을 보내다 세종 1년(1419년) 음력 9월 26일에 63세의 나이에 승하하였다.

### 사후
사망한 뒤 국상을 치를 때에도 왕의 국상은 후대왕이 상주가 되어야하는 원칙에서 벗어나 왕위계승자인 정안군(→태종)이 아닌 장자(長子)인 의평군 이원생(義平君 李元生)이 섭상주(攝喪主:대리상주)가 되었다.
조선 조정에서는 바로 온인 공용 순효 대왕(溫仁恭勇順孝大王)이라는 시호를 올렸고 순효대왕이라고 불렀다가 명나라에서 공정이라는 시호를 올려 가져오자 공(恭)자가 두번 들어간다고 시호에서 공용(恭勇) 두 글자를 빼버렸다. 이때부터는 묘효 없이 공정 온인 순효 대왕(恭靖溫仁順孝大王), 짧게 공정대왕(恭靖大王)이라 불렸다.
정종(定宗)이라는 묘호는 사후 250여년 후인 1681년(숙종 7년), 제6대 단종과 함께 정해졌다. 정종(定宗)의 의미는 '태조의 업적을 계승하여 정국을 잘 다스렸으며 백성을 편안하게 하고 크게 염려하였다'는 뜻이다.

## 능묘
능은 황해도 개풍군 흥교리(興敎里)에 있는 후릉(厚陵)이다. 강화도 북쪽의 예성강 맞은편에 위치하고 있다. 후대 왕릉과는 달리 후릉(厚陵, 정종과 정안왕후), 제릉(齊陵, 신의왕후), 후궁 성빈 지씨의 능은 북한지역에 위치하고 있으며 유네스코 세계유산 (조선왕릉)에서 제외되었다.

## 가족 관계
|                 |                   | 출생                                                        | 사망                                                            |
| --------------- | ----------------- | ----------------------------------------------------------- | --------------------------------------------------------------- |
| 조선 제2대 국왕 | 정종대왕 定宗大王 | 1357년 7월 26일 (음력 7월 1일) 고려 동북면 함흥부 귀주 사제 | 1419년 10월 15일 (음력 9월 26일) (62세) 조선 한성부 인덕궁 정침 |

|    |                                                   | 본관 | 생몰년          | 부모                                                                | 비고                                                                |
| -- | ------------------------------------------------- | ---- | --------------- | ------------------------------------------------------------------- | ------------------------------------------------------------------- |
| 부 | 태조대왕 太祖大王 태조 고황제 太祖 高皇帝         | 전주 | 1335년 - 1408년 | 환조대왕 桓祖大王 의혜왕후 최씨 懿惠王后 崔氏                       | 조선의 초대 국왕 대한제국의 추존 황제                               |
| 모 | 신의왕후 한씨 神懿王后 韓氏 신의고황후 神懿高皇后 | 안변 | 1337년 - 1391년 | 안천부원군 한경 安川府院君 韓卿 삼한국대부인 신씨 三韓國大夫人 申氏 | 절비 節妃 신의왕태후 神懿王太后 조선의 추존왕후 대한제국의 추존황후 |

|      | 시호                                              | 본관 | 생몰년          | 부모                                                                    | 비고 |
| ---- | ------------------------------------------------- | ---- | --------------- | ----------------------------------------------------------------------- | ---- |
| 왕비 | 정안왕후 김씨 定安王后 金氏 순덕왕대비 順德王大妃 | 경주 | 1355년 - 1412년 | 월성부원군 김천서 月城府院君 金天瑞 삼한국대부인 이씨 三韓國大夫人 李氏 |      |

| 작호 | 작호                        | 본관 | 생몰년        | 부모                          | 비고 |
| ---- | --------------------------- | ---- | ------------- | ----------------------------- | ---- |
| 빈   | 성빈 지씨 誠嬪 池氏         | 충주 | 미상          | 지윤 池奫 순흥 안씨 順興 安氏 |      |
| 숙의 | 숙의 지씨 淑儀 池氏         | 충주 | 미상          | 지윤 池奫 순흥 안씨 順興 安氏 |      |
| 숙의 | 숙의 기씨 淑儀 奇氏         | 행주 | 미상 - 1457년 | 미상                          |      |
| 숙의 | 숙의 문씨 淑儀 文氏         | 남평 | 미상          | 미상                          |      |
| 숙의 | 숙의 윤씨 淑儀 尹氏         | 해평 | 미상          | 미상                          |      |
| 숙의 | 숙의 이씨 淑儀 李氏         | 평창 | 미상 - 1443년 | 미상                          |      |
| 궁주 | 가의궁주 유씨 嘉懿宮主 柳氏 | 미상 | 미상          | 미상                          |      |

| 군호 | 군호          | 이름      | 생몰년          | 생모          | 배우자                                                                                          | 비고 |
| ---- | ------------- | --------- | --------------- | ------------- | ----------------------------------------------------------------------------------------------- | ---- |
| 1    | ▨▨군 ▨▨君     | 불노 佛奴 | 1388년 - 1410년 | 가의궁주 유씨 |                                                                                                 |      |
| 2    | 의평군 義平君 | 원생 元生 | 1391년 - 1461년 | 숙의 지씨     | 군부인 최씨 郡夫人 崔氏                                                                         |      |
| 3    | 순평군 順平君 | 군생 羣生 | 1392년 - 1456년 | 숙의 기씨     | 군부인 설씨 郡夫人 薛氏                                                                         |      |
| 4    | 금평군 錦平君 | 의생 義生 | 미상 - 1435년   | 숙의 기씨     | 군부인 홍씨 郡夫人 洪氏                                                                         |      |
| 5    | 선성군 宣城君 | 무생 茂生 | 1392년 -1460년  | 숙의 지씨     | 오천군부인 정씨 烏川郡夫人 鄭氏 안강군부인 김씨 安康郡夫人 金氏 평산군부인 한씨 平山郡夫人 韓氏 |      |
| 6    | 종의군 從義君 | 귀생 貴生 | 1393년- 1451년  | 숙의 문씨     | 군부인 유씨 郡夫人 柳氏 군부인 장씨 郡夫人 張氏                                                 |      |
| 7    | 진남군 鎭南君 | 종생 終生 | 1406년 - 1470년 | 숙의 이씨     | 의춘군부인 남씨 宜春郡夫人 南氏                                                                 |      |
| 8    | 수도군 守道君 | 덕생 德生 | 미상 - 1449년   | 숙의 윤씨     | 여성군부인 송씨 礪城郡夫人 宋氏                                                                 |      |
| 9    | 임언군 林堰君 | 녹생 祿生 | 미상 - 1450년   | 숙의 윤씨     | 군부인 박씨 郡夫人 朴氏                                                                         |      |
| 10   | 석보군 石保君 | 복생 福生 | 미상            | 숙의 윤씨     | 군부인 김씨 郡夫人 金氏                                                                         |      |
| 11   | 덕천군 德泉君 | 후생 厚生 | 1397년 - 1465년 | 성빈 지씨     | 고택군부인 이씨 高澤郡夫人 李氏                                                                 |      |
| 12   | 임성군 任城君 | 호생 好生 | 미상            | 숙의 지씨     | 군부인 이씨 郡夫人 李氏                                                                         |      |
| 13   | 도평군 桃平君 | 말생 末生 | 미상            | 성빈 지씨     | 군부인 이씨 郡夫人 李氏 군부인 최씨 郡夫人 崔氏                                                 |      |
| 14   | 장천군 長川君 | 보생 普生 | 미상            | 숙의 윤씨     | 군부인 최씨 郡夫人 崔氏                                                                         |      |
| 15   | 정석군 貞石君 | 융생 隆生 | 1409년- 1464년  | 숙의 기씨     | 군부인 권씨 郡夫人 權氏                                                                         |      |
| 16   | 무림군 茂林君 | 선생 善生 | 1419년 - 1475년 | 숙의 기씨     | 양덕군부인 홍씨 陽德郡夫人 洪氏                                                                 |      |

| 작호 | 작호              | 생몰년 | 생모      | 부마                            | 비고 |
| ---- | ----------------- | ------ | --------- | ------------------------------- | ---- |
| 1    | 함양옹주 咸陽翁主 | 미상   | 숙의 지씨 | 밀녕위 박갱 密寧尉 朴賡         |      |
| 2    | 숙신옹주 淑愼翁主 | 미상   | 숙의 기씨 | 양평공 김세민 良平公 金世敏     |      |
| 3    | 덕천옹주 德川翁主 | 미상   | 미상      | 강릉부사 변상복 江陵府使 邊尙服 |      |
| 4    | 고성옹주 高城翁主 | 미상   | 미상      | 호평공 김한 胡平公 金澣         |      |
| 5    | 상원옹주 祥原翁主 | 미상   | 숙의 기씨 | 사직 조효산 司直 趙孝山         |      |
| 6    | 전산옹주 全山翁主 | 미상   | 미상      | 사직 이희종 司直 李希宗         |      |
| 7    | 인천옹주 仁川翁主 | 미상   | 숙의 윤씨 | 소윤 이관식 少尹 李寬植         |      |
| 8    | 함안옹주 咸安翁主 | 미상   | 미상      | 월림군 이항신 月林君 李恒信     |      |

## 정종이 등장하는 작품

### 드라마
| 연도          | 방송사 | 제목          | 배우   |
| ------------- | ------ | ------------- | ------ |
| 1978년        | MBC    | 연지          | 박광남 |
| 1983년        | KBS    | 개국          | 남성식 |
| 1983년        | MBC    | 추동궁 마마   | 이영후 |
| 1996년~1998년 | KBS    | 용의 눈물     | 태민영 |
| 2008년        | KBS    | 대왕 세종     | 노영국 |
| 2012년        | SBS    | 대풍수        | 오희준 |
| 2014년        | KBS    | 정도전        | 이태림 |
| 2015년        | SBS    | 육룡이 나르샤 | 서동원 |
| 2021년        | KBS    | 태종 이방원   | 김명수 |

## 같이 보기
- 태조 이성계
- 태종 이방원
- 제2차 왕자의 난
- 정안왕후
- 지윤
- 김천서
- 유만수
- 왜구
- 건원릉·제릉·후릉